# Amorolfina
Amorolfina é um fármaco derivado da morfolina com propriedades antimicóticas. É utilizado em infecções na pele e unhas como por exemplo tinhas, candidiase cutânea e onicomicoses interferindo na síntese do ergosterol na membrana fúngica. As infecções fúngicas nas unhas podem ser causada pela infecção fúngica prévia da pele, causando a descoloração das unhas, apresentando-se estas dolorosas e com uma aparência quebradiça.

## Efeitos adversos
- Sensação transitória de queimadura
- Prurido
- Eritema

## Contra-indicações e precauções
- Evitar na gravidez e aleitamento
- Evitar o contacto com os olhos ouvidos e mucosas